# Tomislav Nikolić
Tomislav Nikolić (în sârbă:Томислав Николић, n.15 februarie 1952 la Kragujevac) este om politic sârb care a îndeplinit funcția de președinte al Serbiei între anii 2012-2017. El este, de asemenea, și președintele Partidul Progresist Sârb.
Nikolić este un naționalist. A fost o perioadă membru al Partidului Radical Sârb, un partid extremist de dreapta, fiind, pentru o vreme, în conducerea grupării. El a militat împotriva independenței regiunii Kosovo, prin proteste de stradă. Dar, în urma unor dispute ideologice în cadrul PRS, Nikolić și Aleksandar Vučić, și alții au ieșit din Partidul Radical și au format Partidul Progresist Sârb (PPS), care s-a declarat în favoarea aderării Serbiei la UE.
Nikolić a candidat, în 2000, pentru președinția Iugoslaviei, și în mai multe rânduri, pentru cea a Serbiei (în 2003, 2004 și 2008). În 2003, el a obținut cele mai multe voturi, dar alegerile au fost anulate. În 2004 și 2008 el s-a plasat pe locul doi, după democratul Boris Tadić.

## Viața timpurie
Tomislav s-a născut la Kragujevac, ca fiu a lui Radomir și al Živadinkăi Nikolić. În tinerețe, el s-a profilat pe atletism. De asemenea, a terminat liceul tehnic din Kragujevac. În 1977, el a început sa lucreze la firma de construcții Žegrap, iar în 1978 a lucrat pentru compania "22 Decembrie" din Kragujevac, în calitate de șef al Departamentului de Investiții și de întreținere. Nikolić a fost, de asemenea, directorul tehnic al companiei Utility Services în Kragujevac. El și soția lui Dragica, au doi fii.

## Cariera politică

### În Partidul Radical
În anii 1991, Nikolić a intrat în Partidul Radical Sârb. A fost, curând, ales vice-președinte al grupării, și la ultimele trei congrese ale radicalilor sârbi, a fost reales în această funcție. El a fost deputat în Adunarea Națională a Serbiei din 1991, fiind singurul ales în mod permanent începând din acel an. În timpul regimului Milošević și al Partidului Socialist din Serbia, el și liderul radical Seselj au fost condamnați la trei luni de închisoare. Cu toate acestea, în martie 1998, Partidul Radical Sarb a format, în cele din urmă, o coaliție cu Partidul Socialist din Serbia, Nikolić devenind vice-președintele guvernului sârb și, până la sfârșitul anului 1999, și al celui iugoslav.
În 2000, el a început primul tur de alegeri pentru președinția Serbiei. În alegerile prezidențiale iugoslave din 2000, Nikolić s-a plasat pe locul al treilea după Vojislav Kostunica și Slobodan Milošević. Apoi a candidat în alegerile prezidențiale din Serbia din 2003, în care a obținut cele mai multe voturi în primul tur de scrutin (46.23%), depășindu-l  pe Dragoljub Mićunović, dar rezultatele au fost invalidate din cauza unei participări scăzute de numai 38,8% din cei du drept de vot. Nikolić a mai participat încă o dată la alegerile prezidențiale din 2004. În prima rundă, el a primit 30,1% din voturi, iar Boris Tadić doar 27,3%. În a doua rundă, care a avut loc la 27 iunie, Nikolić a pierdut în fața lui Tadić cu 53,7% la 45,4%.
La 23 februarie 2003, el a devenit liderul adjunct al partidului radical, după ce, Vojislav Seselj, s-a prezentat de bună voie în fața Tribunalului Penal International pentru (crimele de război din) Iugoslavia. În timpul conducerii sale, Nikolic a favorizat creșterea ponderii partidului, concentrându-se mai mult spre aspecte economice și sociale, cum ar fi sărăcia și șomajul, decât pe naționalismul militant.
În 2008, el a candidat din nou pentru președinție în alegerile din 2008. Sloganul său a fost: Cu toată inima (sârbă: Свим срцем, SVIM srcem). La 20 ianuarie 2008, Nikolić a câștigat din nou primul tur, cu 39.99% din voturi. Nikolić a pierdut din nou în fața lui Tadić, care a acumulat 35.39% din voturi.
La 6 septembrie 2008 Nikolić a demisionat de la conducerea Partidului Radical . Mass-media sârbă a citat divergențele dintre Nikolic și ierarhia Partidului Radical, mai ales liderul Partidului, Vojislav Seselj, asupra modului în care partidul ar trebui să reacționeze la propunerile de aderare a Serbiei la Uniunea Europeană. În următoarele zile Nikolić a format o noua fracțiune parlamentară, numită "Napred Srbijo"-"Înainte, Serbia" . Nikolić, a declarat presei că "vechiul Partidul Radical Sârb nu mai există". La 11 septembrie 2008 Seselj, s-a adresat la rândul său membrilor Partidului Radical, acuzându-l  pe Nikolić și pe grupul său de "trădare". El, a solicitat, de asemenea, tuturor membrilor PRS să rămână loiali ideologiei de "naționalism sârb, anti-globalism și politică pro-rusă". La data de 12 septembrie 2008, Nikolić și grupul său au fost  excluși din Partidul Radical. Ca reacție, Nikolić a anunțat că își va forma propriul partid.

### În Partidul Progresist
Nikolić și grupul "Napred Srbijo" au format, la data de 24 septembrie 2008, Partidul Progresist Sârb. Primul congres al noii formațiuni politice a avut loc la 21 octombrie 2008.
La 5 februarie 2011 în fața Adunării Naționale, Nikolić și susținătorii săi politici - Milanka Karić (din Mișcarea de Rezistență din Serbia), Velimir Ilić (din Partidul Noua Serbie), Aleksandar Vulin (din Mișcarea Socialistă) și Aleksandar Vučić au organizat manifestații de protest cerând alegeri parlamentare anticipate. Potrivit raportului unui oficial sârb, la aceste demonstrații au luat parte 55.000 persoane. La data de 16 aprilie 2011, Nikolić a organizat un miting de protest și mai mare. De asemenea, el a declarat în acea dimineață greva foamei, iar mai apoi s-a postat la  parlamentul național. La 17 aprilie, președintele Tadić a venit să-l viziteze pe Nikolić și l-a sfătuit să înceteze greva foamei. După ce a fost tratat la un spital particular . cu ocazia venirii Paștelui ortodox, Nicolić a încetat în cele din urma greva foamei.